# Biographical Directory of the United States Congress
Biographical Directory of the United States Congress er den amerikanske kongres' biografiske database. I det fuldstændige biografiske opslagsværk indgår oplysninger om alle tidligere og nuværende medlemmer af USA:s kongres. I Biographical Directory indgår desuden alle ikke-stemmeberettigede delegater fra USA:s Territorier samt District of Columbia og alle medlemmer af den kontinentale kongres, den nuværende amerikanske kongres' forgænger. Delegater fra Puerto Rico og Filippinerne har titlen Resident Commissioner.

## Eksterne links
- Biographical Directory of the United States Congress